# Дичка Надія Степанівна
Надія Степанівна Дичка (нар.13 червня 1964, с. Підмихайля Калуського району Івано-Франківської області) — українська поетеса.

## Життєпис
Народилася у вчительській родині. В юнацькі роки захопилася журналістикою, працювала юнкором, позаштатним, а згодом штатним кореспондентом районної газети «Червона Долина». З дитячих років друкувалася в районній та обласній пресі. Як літератор друкується з 1985 року.
Працювала журналісткою.
Живе і працює в м. Долині на Прикарпатті. 

## Творчість
Автор книжок «Дорога», «Зимові лелеки», «Ввійду у храм», «Пора півоній», «Між злом і світлом», «Золота хмаринка», «Абетка України» («Смолоскип», Київ 2011), «Війна без приводу війни» («Смолоскип», Київ 2015).

## Відзнаки
Переможець Міжнародних літературних конкурсів «Смолоскип-95» та «Гранослов-96» (поезія). 
Лауреат конкурсу на краще оповідання в м.Філадельфії (США) до 40-річчя Української Бібліотеки. 
Лауреат премії імені М. Бек (Канада).
У 2001 стала лауреатом премії імені Василя Стефаника в галузі літератури, мистецтва й архітектури (номінація «літературна творчість») за збірку віршів «Тебе любити піснею небес», вміщену в журналі «Перевал» (2000 р., №4).
У 2020 році стала лауреатом літературної премії імені Миколи Томенка в номінації "Поезія" за збірку поезій «Війна без приводу війни».

## Про творчість Надії Дички
Кросвордистом Анатолієм Лозовим складений творчий кросворд "Надія Дичка", віддрукований в газетах України у 2020 році: "Відродження" м.Жовква, "Галичина" м.Івано-Франківськ, "Свіча" м.Долина, "Шполянські вісті" м.Шпола та інших. Також цим автором складений музичний кросворд, який має назву "Вічно в піснях ми залишимось юними, хоч осінь кружля над чолом" із тексту пісні на слова Н.Дички, музика О.Гавриша "Там за дорогами". Цей кросворд також друкувався у газетах України та в тижневику "Українське слово" м.Чикаго (США).